# Xã Inland, Quận Clay, Nebraska
Xã Inland (tiếng Anh: Inland Township) là một xã thuộc quận Clay, tiểu bang Nebraska, Hoa Kỳ. Năm 2010, dân số của xã này là 94 người.